# Статуя Свободы (Финляндия)
Статуя Свободы (фин. Vapaudenpatsas) — монумент в Тампере, установленный в 1921 году в ознаменование победы белой стороны в финляндской гражданской войне.

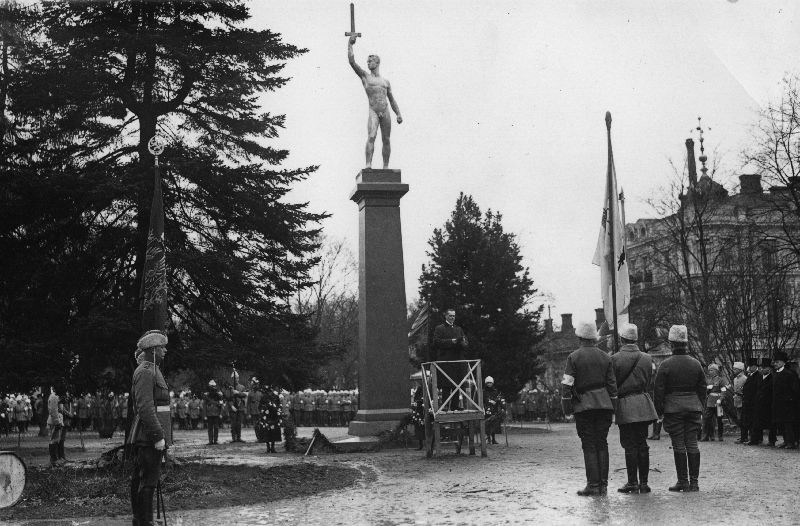
Памятник в 1921 году

Монумент работы скульптора Виктора Янссона (при участии архитектора Вайно Палмквиста) изваян в стиле древнегреческой классики. Он представляет собой фигуру обнажённого юноши с мечом в поднятой правой руке и сжатой в кулак левой. Прообразом послужил Элиас Симойоки — в 1918 боец Охранного корпуса, участник сражения за Тампере, определившего исход войны.
Решение возвести Статую Свободы городской совет Тампере принял в декабре 1918 года. Левые депутаты следующего созыва заявили протест, поскольку усматривали в памятнике апологию белого террора. До нынешнего времени противники финских правых называют памятник Rummin Jussi — прозвище-псевдоним Йоханнеса Фрома, служившего палачом в белых войсках.
Окончательное решение сохранить монумент Верховный административный суд Финляндии принял в 1923 году. Статуя Свободы была установлена в общественном парке Хямеенпуйсто.